# Красилівський цукровий завод
Красилівський цукровий завод — підприємство харчової промисловості у місті Красилів Хмельницької області.

## Історія
У 1842 році в містечку Красилів Старокостянтинівського повіту Волинської губернії Російської імперії було збудовано цукровий завод, у 1860 - 1861 рр. що виготовив 6875 пудів цукру.
У ході першої російської революції 14 березня 1906 року працівники заводу влаштували страйк, вимагаючи введення 8-годинного робочого дня та заміни заводської адміністрації, але виступ виявився неуспішним. В цілому, до революції 1917 завод був головним промисловим підприємством Красилова. В ході громадянської війни Красилів до 1920 перебував у зоні бойових дій, підприємство постраждало, але надалі було відновлено та відновило роботу.
В 1923 при цукровому заводі були відкриті клуб з бібліотекою і школа, а також фабрично-заводське училище. У 1930-ті роки обсяги виробництва заводу становили 12 – 13 тис. тонн цукрового піску на рік.
В ході другої світової війни з 8 липня 1941 до 9 березня 1944 Красилів знаходився на території, окупованій німецькими військами. Після звільнення міста радянськими військами почалося відновлення заводу й у 1945 року підприємство знову введено в експлуатацію. В 1945 завод (чисельність працівників якого в цей час становила 155 осіб) переробляв 4,2 центнера цукрових буряків на добу.
У лютому 1945 року за досягнуті успіхи Красилівський цукровий завод був нагороджений перехідним Червоним прапором ВЦРПС та грошовою премією у розмірі 60 тис. рублів. У 1947 році була побудована газокомпресорна станція на гілці магістрального газопроводу "Дашава - Київ", після чого у 1948 році завод був газифікований. У цей час були побудовані майстерні і встановлено новий паровий котел, у результаті виробничі потужності було збільшено і до кінця четвертої п'ятирічки завод переробляв до 8 тис. центнерів буряків на добу.
Станом на початок 1971 року цукровий завод був високомеханізованим підприємством, чисельність працівників якого становила 600 чоловік. Загалом, у радянські часи завод входив до числа найбільших підприємств міста, на балансі заводу знаходилися об'єкти соціальної інфраструктури.
У травні 1995 року Кабінет Міністрів України ухвалив рішення про приватизацію заводу, після чого державне підприємство було перетворено на відкрите акціонерне товариство. У червні 1999 року Кабінет Міністрів України передав завод у комунальну власність Хмельницької області.